# 景谷镇
景谷镇，原为景谷乡，是中华人民共和国云南省普洱市景谷傣族彝族自治县下辖的一个乡镇级行政单位。
2012年12月28日，云南省人民政府批复同意撤销景谷乡，设立景谷镇。

## 行政区划
景谷镇下辖以下地区：
景谷村、云盘村、文杏村、文东村、团山村、文联村、文召村、文山村和响水村。

## 中国传统村落
2013年8月，纪家村被评为第二批中国传统村落。